# Rynárec
Rynárec é uma comuna checa localizada na região de Vysočina, distrito de Pelhřimov.